# Polán (település)
Polán település Spanyolországban, Toledo tartományban. Polán Toledo, Albarreal de Tajo, Guadamur, Casasbuenas, Noez, Totanés, Gálvez, La Puebla de Montalbán, Burujón és Argés községekkel határos. Lakosainak száma 3932 fő (2024).

## Népesség
A település népessége az utóbbi években az alábbiak szerint változott:
| Lakosok száma | 3349 | 3523 | 3752 | 4047 | 4034 | 3952 | 3849 | 3848 | 3870 | 3932 |
|               | 2001 | 2004 | 2007 | 2009 | 2012 | 2014 | 2017 | 2019 | 2022 | 2024 |